# محمد عبادی‌زاده
محمد عبادی‌زاده (زاده ۱۳۴۲ در رودان) امام جمعه بندرعباس و نماینده ولی فقیه در استان هرمزگان است. او در ۲۶ تیر ۱۳۹۸ از سوی سید علی خامنه‌ای رهبر جمهوری اسلامی ایران به این سمت منصوب شده است.
او پیش از این مدتی امام جمعه قشم و مدیرکل اوقاف و امور خیریه استان هرمزگان بوده است.

## زندگی
محمد عبادی‌زاده در سال ۱۳۴۲ در شهرستان رودان از توابع استان هرمزگان متولد شد. تحصیلات حوزوی خود را تا اتمام سطح عالی حوزه به مدت ۱۰ سال نزد اساتیدی چون اعتمادی، محمدی خراسانی، قدیری، موسوی تبریزی، پاکتچی، سجادی و... گذراند و سپس به مدت شش سال به تحصیل دروس خارج فقه و اصول نزد استادانی چون: مکارم شیرازی، جعفر سبحانی، بهجت، فاضل لنکرانی و احمدی فقیه یزدی اشتغال داشت.
وی مدرک تحصیلی کارشناسی ارشد الهیات و معارف اسلامی دارد و همینک دانشجوی دکتری مدرّسی معارف اسلامی با گرایش فلسفه اخلاق است. 
او در حال حاضر عضو هیئت علمی رسمی دانشگاه هرمزگان است.

## سوابق
- امام جمعه قشم (۵ سال)[۵]
- مسئولیت نهاد نمایندگی رهبری در دانشگاه هرمزگان (۹ سال) [۷][۵][۸][۹]
- عضویت در هیات علمی و هیات امنای دانشگاه هرمزگان [۳][۵]
- مدیرکل اوقاف و امور خیریه هرمزگان[۴]
- عضو شورای راهبردی جبهه فرهنگی - اجتماعی انقلاب اسلامی در هرمزگان[۱۰]
- مدیریت حوزه‌های علمیه خواهران هرمزگان[۵]
- مدیر منطقه ۷ حوزه های علمیه خواهران [۷]
- مسئولیت کمیته سازش دادسرای ویژه روحانیت هرمزگان[۵]

وی دارای پانزده سال سابقه تدریس در دانشگاه‌های مختلف از جمله دانشگاه صنعت آب و برق و دانشکده اقتصاد واحد مرکز تهران، دانشگاه جامع هرمزگان، دانشگاه‌های آزاد اسلامی و پیام نور واحد بندرعباس و قشم است. 
عبادی‌زاده همچنین سابقه تدریس در حوزه‌های علمیه مدرسه مهدی موعود قم، جامعه الزهرای قم، مرکز حوزه علمیه خواهران قم وابسته به دفتر تبلیغات اسلامی، حوزه علمیه مدرسه‌النبی برادران بندرعباس، مدرسه علمیه سطح ۳ خواهران و مدرسه علمیه شهید بهشتی تهران را در کارنامه‌اش دارد.